# Basensättigungsgrad
Der Basensättigungsgrad (Abkürzung BS-Wert, früher V-Wert) gibt den Prozentanteil der Austauschplätze gemäß Kationen-Austausch-Kapazität (KAK) an, die mit den Kationen (Ca2+, Mg2+, Na+, K+) belegt sind.
Calcium (Ca), Magnesium (Mg), Kalium (K) sind wichtige Bodennährstoffe, daher lässt eine Angabe über die Basensättigung einen Rückschluss auf die Bodenfruchtbarkeit zu. In Mineralböden sind Basensättigungen von über 80 % optimal.
Eine Basensättigung von 80 % bedeutet, dass 80 % des Kationenbelages der mineralischen und ggf. vorhandenen organischen Austauscher des Bodens aus den genannten Ionen besteht, während 20 % der Kapazität mit H+ und Al3+-Ionen belegt sind.
Der Anteil einzelner Ionen an der KAK wird als Ca-Sättigung, K-Sättigung, Mg-Sättigung usw. bezeichnet. Es besteht eine Selektivität der Austauscher gegenüber den unterschiedlichen Ionen: die höherwertigen Ionen (z. B. Al3+) werden gegenüber den niederwertigen Ionen (z. B. K+) bevorzugt adsorbiert.
Die tatsächliche Verfügbarkeit der vorhandenen (austauschbaren) Kationen für die Pflanzenernährung hängt ab von der Bodenfeuchte.